# James Blake (Album)
James Blake ist das Debüt-Studioalbum des Dubstepproduzenten James Blake aus London. Es wurde sowohl in Europa wie in den USA auf seinem eigenen Label, ATLAS, veröffentlicht, wurde dabei aber von A&M Records unterstützt. Es erschien am 7. Februar 2011.
Die Albumdetails wie Cover und Titelliste wurden am 20. Dezember 2010 preisgegeben. Das Album leakte am nächsten Tag im Internet.

## Entstehungsgeschichte
James Blake baut auf dem Material auf, das Blake in Form dreier EPs aus dem Jahr 2010 veröffentlichte: The Bells Sketch, CMYK und Klavierwerke. All diese EPs haben verschiedene Musikstile. Mike Powell vom Internetmusikmagazin Pitchfork bemerkte, es sei „faszinierend“ („amazing“), dass so viel Material in so kurzer Zeit veröffentlicht werden konnte. Doch trotz der Menge an Musik von Blake aus dem Jahr 2010 ist der Großteil des Materials auf seinem Debütalbum komplett neu.
In Interviews über das Album zitierte Blake die Londoner Band The xx als großen Einfluss und meinte zu Robin Murray vom Clash Magazine, dass der Erfolg von deren Debüt xx (2009) „es für mich sehr viel einfacher gemacht“ hat. Er fügte hinzu, dass die positive Resonanz auf das xx-Album bedeute, dass Hörer „[von meinem Album] sehr viel weniger geschockt sein werden.“
Blake sagte im BBC-Interview, dass viel Gesang auf dem Album von ihm sei, obwohl er in früheren Arbeiten sich mehr auf Samples konzentriert habe. „Es gibt Stellen, wo es so klingt, als sei der Gesang ein Sample, doch in Wahrheit sample ich mich da selbst. Das macht die Platte im Vergleich zu allen anderen Tracks von mir so speziell.“
Vor der Veröffentlichung des Albums war Blake bereits in der „Sound of 2011“-Liste der BBC und wurde bei den Brit Awards beim Kritikerpreis Zweitplatzierter nach Jessie J.

## Rezeption
James Blake erhielt größtenteils Lob von der Presse.
Kitty Empire vom The Observer schrieb, James Blake sei „bereits eines der hoffnungsvollsten Alben 2011“. Das Album wurde auch als eine Mischung von „Dubstep-Nebraska oder Sea Change“ beschrieben, „eine Mischung voller Selbstoffenbarung, Introspektion und nackter Menschlichkeit“. Clash Magazine beschrieb Blake als „Kronprinz einer leisen Revolution“.
Das Album wurde zudem für den Mercury Music Prize nominiert.

## Titelliste
Alle Tracks von James Blake, außer „Limit To Your Love“ (Feist/Gonzales), „The Wilhelm Scream“ (James Litherland und James Blake), und „Lindisfarne II“ (James Blake und Rob McAndrews).
1. „Unluck“ – 3.04
2. „The Wilhelm Scream“ – 4.36
3. „I Never Learnt to Share“ – 4.52
4. „Lindisfarne I“ – 2.53
5. „Lindisfarne II“ – 2.59
6. „Limit to Your Love“ – 4.40
7. „Give Me My Month“ – 1.54
8. „To Care (Like You)“ – 3.54
9. „Why Don't You Call Me“ – 1.36
10. „I Mind“ – 3.35
11. „Measurements“ – 4.21
12. „You Know Your Youth (Vinyl Bonus Track)“ – 2.20